# Proasellus karamani
Proasellus karamani är en kräftdjursart som beskrevs av Paul Auguste Remy 1934. Proasellus karamani ingår i släktet Proasellus och familjen sötvattensgråsuggor. Inga underarter finns listade i Catalogue of Life.